# Фасциолопсидоз
Фасциолопсидоз (лат. fasciolopsiasis) — гельминтоз из группы трематодозов, характеризующийся механическим повреждением тканей и интоксикацией метаболитами паразита.

## Этиология. Эпидемиология
Возбудитель — трематода Fasciolopsis buski. Взрослые особи языковидной формы, 15—50 мм длиной и 8,5—20 мм шириной, красно-оранжевого цвета. Яйца 0,13—0,14´0,08—0,095 мм, овальные с отчётливо видимой крышечкой.
Человек заражается, употребляя в пищу зараженные возбудителем водные растения (водяной орех, водяной каштан, лотос, дикий рис) или воду водоемов.
Фасциолопсидоз регистрируется в Китае, Индии, в странах Юго-Восточной Азии.

## Патогенез
Клинические признаки: хронические расстройства пищеварительной системы (боли в животе, метеоризм, диарея), истощающие больных. При интенсивной инвазии наблюдаются отеки лица, ног, мошонки, анемия.
На ранней стадии наблюдаются острые боли в животе и зловонная диарея до 5—6 раз в сутки. В хронической стадии: умеренные боли в животе и периодическое расстройство стула либо тяжёлые кишечные кризы, упорная диарея без примеси крови, что приводит к кахексии; может протекать в отёчной форме с асцитом или в сухой форме с гипотермией, артериальной гипотензией, гипопротеинемией крайней степени и анемией, что может привести к смерти пациента.

## Лечение, прогноз, профилактика
Для лечения заболевания и удаления трематод из организма применяются антигельминтные лекарственные средства (например, празиквантел). При своевременном лечении прогноз благоприятный. Профилактика — лечение больных, защита водоёмов от загрязнения фекалиями, тщательное мытьё клубней и плодов водяных растений, употребляемых в пищу, употребление растений не в сыром виде.